# Elfgard Schittenhelm
Elfgard Sibylle Schittenhelm, geb. Weismann (* 13. September 1947 in Stuttgart) ist eine ehemalige deutsche Leichtathletin, die für die Bundesrepublik Deutschland startete.

## Leben
Nachdem sie für die SpVgg Holzgerlingen 1969 Vizemeisterin im 100-Meter-Lauf geworden war, wechselte sie zum OSC Berlin, wo sie ihre größten sportlichen Erfolge feierte. Am 10. Juli 1971 erzielte Schittenhelm mit 11,16 s ihre Bestleistung über 100 Meter, von 1971 bis 1973 wurde sie (West-)Deutsche Meisterin.
Bei den Europameisterschaften 1971 in Helsinki gewann Schittenhelm mit Inge Helten, Annegret Richter und Ingrid Mickler-Becker in 43,23 s Gold mit der 4-mal-100-Meter-Staffel. Im 100-Meter-Finale siegte Renate Stecher, Schittenhelm errang mit 11,51 s die Bronzemedaille hinter Staffelkollegin Ingrid Mickler-Becker, die zusammen mit Inge Helten auf Rang vier für ein hervorragendes Mannschaftsergebnis sorgten.
Am 14. April 1972 wurde sie durch die Verleihung des Silbernen Lorbeerblattes geehrt.
Auch für die Olympischen Spiele 1972 in München war Schittenhelm zusammen mit Ingrid Mickler-Becker, Heide Rosendahl und Annegret Richter für die Sprintstaffel der Frauen gesetzt. Nachdem sie sich im Vorlauf verletzt hatte, sprang Christiane Krause ein. Das Team holte vor der Staffeln der DDR und Kuba die Goldmedaille in neuer Weltrekordzeit. Mit der 4-mal-100-Meter-Staffel gewann Schittenhelm bei den Europameisterschaften 1974 in Rom zudem Silber.
Sie hatte bei einer Größe von 1,68 m ein Wettkampfgewicht von 54 kg. Nach ihrer sportlichen Laufbahn leitete sie eine Apotheke.

## Sportliche Erfolge
- 1969: Deutsche Vizemeisterin – 100 und 200 m
- 1970: Deutsche Meisterin – 200 m und 200 m (Halle)
- 1971–1973: Deutsche Meisterin – 100 m
- 1971: Helsinki: Europameisterin – 4 × 100-m-Staffel, Bronzemedaille 100 m
- 1972: Grenoble: Europameisterin – 4 × 100-m-Staffel (Halle)
- 1973: Moskau: Silbermedaille – 100 m (Universiade)
- 1974: Rom: Silbermedaille Europameisterschaften – 4 × 100-m-Staffel